# سوخت‌وساز کربوهیدرات
سوخت‌وساز کربوهیدرات همه فرایندهای بیوشیمیایی مربوط به تشکیل متابولیک، تجزیه و تبدیل کربوهیدرات‌ها در موجودات زنده است.
کربوهیدرات‌ها در بسیاری از مسیرهای سوخت‌وسازی ضروری مرکزی هستند. گیاهان کربوهیدرات‌ها را از طریق کربن دی‌اکسید و آب از راه فتوسنتز می‌سازند و به وسیله آن‌ها انرژی جذب‌شده از نور خورشید را درون خود ذخیره می‌کنند. هنگامی که جانوران و قارچ‌ها گیاهان را مصرف می‌کنند، از طریق تنفس سلولی این کربوهیدرات‌های ذخیره شده را تجزیه می‌کنند تا انرژی در دسترس سلول‌ها قرار گیرد. حیوانات و گیاهان به‌طور موقت انرژی آزاد شده را به صورت مولکول‌های پرانرژی مانند ATP برای استفاده در فرایندهای مختلف سلولی ذخیره می‌کنند.
انسان می‌تواند انواع کربوهیدرات‌ها را مصرف کند، گوارش باعث تجزیه کربوهیدرات‌های پیچیده به چند مونومر ساده (منوساکاریدها) برای متابولیسم از جمله گلوکز، فروکتوز، مانوز و گالاکتوز می‌شود. گلوکز در سلول‌ها در بافت‌ها توزیع می‌شود، جایی که تجزیه می‌شود یا به عنوان گلیکوژن ذخیره می‌شود. در تنفس هوازی، گلوکز و اکسیژن متابولیزه می‌شوند تا انرژی آزاد کنند و دی‌اکسید کربن و آب به عنوان محصولات نهایی تولید می‌شوند. بیشتر فروکتوز و گالاکتوز به کبد منتقل می‌شوند و در آنجا می‌توانند به گلوکز و چربی تبدیل شوند.
برخی از کربوهیدرات‌های ساده مسیرهای اکسیداسیون آنزیمی خود را دارند، همان‌طور که فقط تعداد کمی از کربوهیدرات‌های پیچیده وجود دارد. به عنوان مثال دی ساکارید لاکتوز نیاز به تجزیه آنزیم لاکتاز به اجزای مونوساکارید، گلوکز و گالاکتوز دارد.

## بیماری انسانی
- دیابت
- عدم تحمل لاکتوز
- گالاکتوزمی کلاسیک
- بیماری‌های ذخیره گلیکوژن